# Haroldiataenius hintoni
Haroldiataenius hintoni is een keversoort uit de familie bladsprietkevers (Scarabaeidae). De wetenschappelijke naam van de soort is voor het eerst geldig gepubliceerd in 1933 door Saylor.